# Adriana Leon
Adriana Kristina Leon (Mississauga, 2 de outubro de 1992) é uma futebolista canadense que atua como atacante. Atualmente joga pelo West Ham United.

## Carreira
Leon foi criada em Maple e mudou-se com sua família para King City em 2010, aos 16 anos. Ela cresceu jogando futebol, hóquei e rugby. Em 2013, como parte da alocação de jogadores da NWSL, ela se juntou ao Boston Breakers na nova Liga Nacional de Futebol Feminino.

## Títulos
Canadá
- Jogos Olímpicos: 2020 (medalha de ouro)